# Caesar van Everdingen

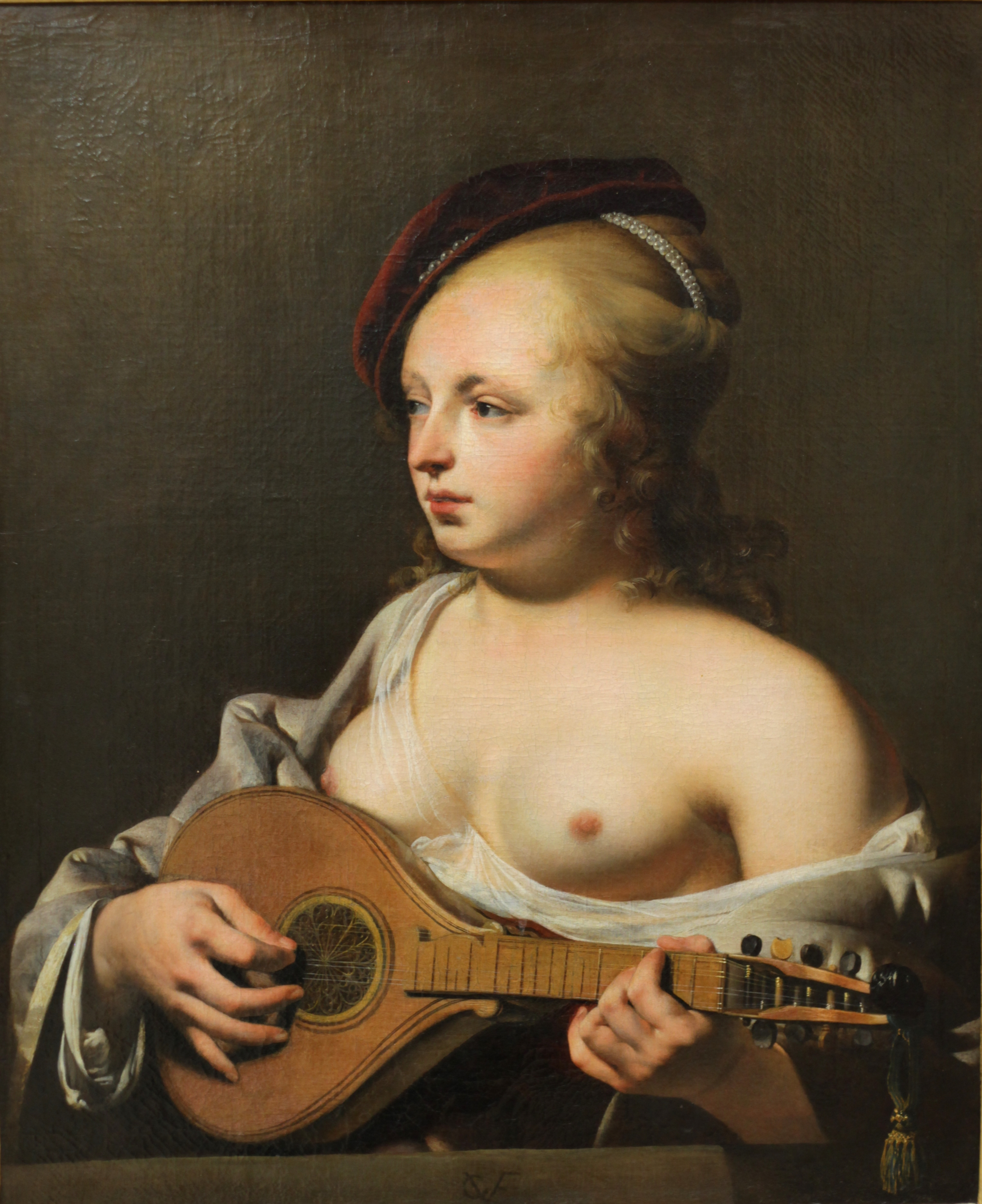
Caesar van Everdingen - Joueuse de Cistre.

Caesar Boetius van Everdingen, född omkring 1617 i Alkmaar, död där före 13 oktober 1678, var en nederländsk historie- och porträttmålare, bror till Allaert van Everdingen.
van Everdingen var elev av utrechtaren J.G. Bronchorst och målade, anslutande sig till Utrechtskolan, mytologiska och allegoriska bilder i halvt italiserande stil, med sirlig och glatt behandling av nakna figurer. Ett pregnant prov därpå är hans 1655 utförda Jupiter och Semele i Nationalmuseum. 
Men han tog likväl intryck även av andra konstnärer och riktningar, som i två stora skyttestycken i Alkmaars rådhus (1641), närmast erinrande om Bartholomeus  van der Helst. Åren 1648-50 arbetade han i Oraniernas sal i Huis ten Bosch i Haag. Som porträttör var han ej oäven. Han är förutom i Alkmaars rådhus representerad i museerna i Amsterdam, Haarlem, Haag, Leiden, Dresden och så vidare.